# Säynäjälampi (sjö i Norra Österbotten, lat 65,95, long 29,03)
Säynäjälampi är en sjö i Finland. Den ligger i kommunen Kuusamo i landskapet Norra Österbotten, i den nordöstra delen av landet, 700 km norr om huvudstaden Helsingfors. Säynäjälampi ligger 287,7 meter över havet. Arean är 39,5 hektar och strandlinjen är 5,59 kilometer lång. Sjön  ingår i Kems huvudavrinningsområde. 